# Světový pohár v rychlobruslení 2013/2014
Světový pohár v rychlobruslení 2013/2014 byl 29. ročník Světového poháru v rychlobruslení. Konal se v období od 8. listopadu 2013 do 16. března 2014. Soutěž byla organizována Mezinárodní bruslařskou unií (ISU).
Jako ukázková disciplína byl na jednom mítinku předveden i týmový sprint.

## Kalendář
| Místo          | Datum                            | 500 m | 1000 m | 1500 m | 3 km/5 km | 5 km/10 km | hromadný start | stíhací závod | týmový sprint1 |
| -------------- | -------------------------------- | ----- | ------ | ------ | --------- | ---------- | -------------- | ------------- | -------------- |
| Calgary        | 8.–10. listopadu 2013            | 2×    | 1×     | 1×     | 1×        |            |                | 1×            |                |
| Salt Lake City | 15.–17. listopadu 2013           | 2×    | 1×     | 1×     | 1×        |            |                | 1×            |                |
| Astana         | 29. listopadu – 1. prosince 2013 | 2×    | 1×     | 1×     |           | 1×         |                |               |                |
| Berlín         | 6.–8. prosince 2013              | 2×    | 1×     | 1×     | 1×        |            |                | 1×            |                |
| Inzell         | 7.–9. března 2014                | 2×    | 1×     | 1×     | 1×        |            | 1×             |               | 1×             |
| Heerenveen     | 14.–16. března 2014              | 2×    | 1×     | 1×     | 1×        |            | 1×             | 1×            |                |

1 pouze ukázková disciplína

## Muži

### 500 m
| Místo            | 1. místo                  | Čas       | 2. místo       | Čas       | 3. místo                  | Čas       |
| ---------------- | ------------------------- | --------- | -------------- | --------- | ------------------------- | --------- |
| Calgary 1        | Ronald Mulder             | 34,41     | Mo Tche-pom    | 34,52 (3) | Jamie Gregg               | 34,52 (6) |
| Calgary 2        | Tucker Fredricks          | 34,46     | Mo Tche-pom    | 34,47     | Ronald Mulder Jamie Gregg | 34,52 (9) |
| Salt Lake City 1 | Džódži Kató Gilmore Junio | 34,25 (8) | —              | —         | Michel Mulder             | 34,26     |
| Salt Lake City 2 | Keiičiró Nagašima         | 34,24     | Ronald Mulder  | 34,25     | Mo Tche-pom               | 34,28     |
| Astana 1         | Arťom Kuzněcov            | 34,85     | Dmitrij Lobkov | 34,86     | Ronald Mulder             | 34,87     |
| Astana 2         | Keiičiró Nagašima         | 34,69     | Mo Tche-pom    | 34,87     | Arťom Kuzněcov            | 34,92     |
| Berlín 1         | Michel Mulder             | 34,80     | Mo Tche-pom    | 34,89     | Keiičiró Nagašima         | 35,01     |
| Berlín 2         | Mo Tche-pom               | 34,87 (6) | Džódži Kató    | 34,87 (8) | Michel Mulder             | 34,95     |
| Inzell 1         | Ronald Mulder             | 34,96     | Gilmore Junio  | 35,02     | Nico Ihle                 | 35,10     |
| Inzell 2         | Jan Smeekens              | 34,91     | Nico Ihle      | 34,97     | Michel Mulder             | 35,00     |
| Heerenveen 1     | Ronald Mulder             | 34,81     | Jan Smeekens   | 34,97     | Gilmore Junio             | 35,00     |
| Heerenveen 2     | Jan Smeekens              | 34,78     | Ronald Mulder  | 34,89     | Michel Mulder             | 34,94     |
|                  |                           |           |                |           |                           |           |
| Celkové pořadí   | Ronald Mulder             | 782 bodů  | Michel Mulder  | 728 bodů  | Jan Smeekens              | 655 bodů  |

### 1000 m
| Místo          | 1. místo       | Čas      | 2. místo            | Čas      | 3. místo      | Čas      |
| -------------- | -------------- | -------- | ------------------- | -------- | ------------- | -------- |
| Calgary        | Shani Davis    | 1:07,46  | Kjeld Nuis          | 1:07,57  | Brian Hansen  | 1:07,64  |
| Salt Lake City | Shani Davis    | 1:06,88  | Kjeld Nuis          | 1:07,02  | Brian Hansen  | 1:07,03  |
| Astana         | Shani Davis    | 1:08,66  | Mirko Giacomo Nenzi | 1:08,90  | Michel Mulder | 1:09,02  |
| Berlín         | Mo Tche-pom    | 1:09,50  | Michel Mulder       | 1:09,52  | Shani Davis   | 1:09,59  |
| Inzell         | Shani Davis    | 1:08,70  | Stefan Groothuis    | 1:08,80  | Brian Hansen  | 1:08,90  |
| Heerenveen     | Denny Morrison | 1:08,91  | Shani Davis         | 1:09,13  | Kjeld Nuis    | 1:09,25  |
|                |                |          |                     |          |               |          |
| Celkové pořadí | Shani Davis    | 590 bodů | Denny Morrison      | 344 bodů | Kjeld Nuis    | 305 bodů |

### 1500 m
| Místo          | 1. místo     | Čas      | 2. místo        | Čas      | 3. místo        | Čas      |
| -------------- | ------------ | -------- | --------------- | -------- | --------------- | -------- |
| Calgary        | Koen Verweij | 1:42,78  | Shani Davis     | 1:43,11  | Kjeld Nuis      | 1:43,75  |
| Salt Lake City | Shani Davis  | 1:41,98  | Brian Hansen    | 1:42,16  | Koen Verweij    | 1:42,28  |
| Astana         | Denis Juskov | 1:45,06  | Koen Verweij    | 1:45,23  | Zbigniew Bródka | 1:45,78  |
| Berlín         | Joey Mantia  | 1:45,80  | Zbigniew Bródka | 1:45,83  | Denis Juskov    | 1:46,14  |
| Inzell         | Brian Hansen | 1:44,58  | Denny Morrison  | 1:45,28  | Koen Verweij    | 1:45,68  |
| Heerenveen     | Denis Juskov | 1:45,55  | Koen Verweij    | 1:45,60  | Zbigniew Bródka | 1:45,81  |
|                |              |          |                 |          |                 |          |
| Celkové pořadí | Koen Verweij | 440 bodů | Denis Juskov    | 430 bodů | Shani Davis     | 401 bodů |

### 5000 m/10 000 m
| Místo          | Disciplína     | 1. místo       | Čas      | 2. místo              | Čas      | 3. místo           | Čas      | Příp. další česká účast         | Čas     |
| -------------- | -------------- | -------------- | -------- | --------------------- | -------- | ------------------ | -------- | ------------------------------- | ------- |
| Calgary        | 5000 m         | Sven Kramer    | 6:04,46  | Jorrit Bergsma        | 6:06,93  | I Sung-hun         | 6:07,04  | 38. (div. B) Zdeněk Haselberger | 7:02,84 |
| Salt Lake City | 5000 m         | Sven Kramer    | 6:04,59  | Bob de Jong           | 6:07,43  | Jorrit Bergsma     | 6:08,13  | 39. (div. B) Zdeněk Haselberger | 7:04,42 |
| Astana         | 10 000 m       | Sven Kramer    | 13:02,38 | Alexis Contin         | 13:14,64 | Patrick Beckert    | 13:18,73 | —                               | —       |
| Berlín         | 5000 m         | Jorrit Bergsma | 6:14,82  | Jan Blokhuijsen       | 6:15,66  | I Sung-hun         | 6:16,12  | 33. (div. B) Zdeněk Haselberger | 6:51,37 |
| Inzell         | 5000 m         | Jorrit Bergsma | 6:14,08  | Sverre Lunde Pedersen | 6:19,48  | Patrick Beckert    | 6:22,71  | 15. (div. B) Zdeněk Haselberger | 7:02,10 |
| Heerenveen     | 5000 m         | Jorrit Bergsma | 6:13,80  | Jan Blokhuijsen       | 6:19,03  | Alexandr Rumjancev | 6:25,06  | —                               | —       |
|                |                |                |          |                       |          |                    |          |                                 |         |
| Celkové pořadí | Celkové pořadí | Jorrit Bergsma | 500 bodů | Patrick Beckert       | 311 bodů | Sven Kramer        | 300 bodů | 58. Zdeněk Haselberger          | 0 bodů  |

### Závod s hromadným startem
| Místo          | 1. místo         | Sprint. body (čas) | 2. místo         | Sprint. body (čas) | 3. místo          | Sprint. body (čas) |
| -------------- | ---------------- | ------------------ | ---------------- | ------------------ | ----------------- | ------------------ |
| Inzell         | Arjan Stroetinga | 31 b. (10:11,43)   | Bart Swings      | 17 b. (10:11,56)   | Bob de Vries      | 11 b. (10:13,59)   |
| Heerenveen     | Bob de Vries     | 36 b. (10:51,34)   | Maarten Swings   | 18 b. (10:52,65)   | Bram Smallenbroek | 0 b. (10:23,30)    |
|                |                  |                    |                  |                    |                   |                    |
| Celkové pořadí | Bob de Vries     | 220 bodů           | Arjan Stroetinga | 175 bodů           | Bart Swings       | 170 bodů           |

### Stíhací závod družstev
| Místo          | 1. místo                                                       | Čas          | 2. místo                                             | Čas      | 3. místo                                                              | Čas      |
| -------------- | -------------------------------------------------------------- | ------------ | ---------------------------------------------------- | -------- | --------------------------------------------------------------------- | -------- |
| Calgary        | Nizozemsko Koen Verweij Jan Blokhuijsen Sven Kramer            | 3:37,17 (WR) | USA Brian Hansen Jonathan Kuck Trevor Marsicano      | 3:38,66  | Jižní Korea I Sung-hun Ču Hjong-čun Kim Čchol-min                     | 3:40,53  |
| Salt Lake City | Nizozemsko Jan Blokhuijsen Koen Verweij Sven Kramer            | 3:35,60 (WR) | USA Brian Hansen Jonathan Kuck Shani Davis           | 3:37,22  | Jižní Korea I Sung-hun Kim Čchol-min Ču Hjong-čun                     | 3:37,51  |
| Berlín         | Nizozemsko Douwe de Vries Jan Blokhuijsen Jorrit Bergsma       | 3:41,46      | Jižní Korea Kim Čchol-min I Sung-hun Ču Hjong-čun    | 3:41,92  | Polsko Zbigniew Bródka Konrad Niedźwiedzki Jan Szymański              | 3:43,81  |
| Heerenveen     | Nizozemsko Jan Blokhuijsen Christijn Groeneveld Douwe de Vries | 3:45,00      | Polsko Zbigniew Bródka Konrad Niedźwiedzki Artur Waś | 3:45,73  | Norsko Håvard Bøkko Håvard Holmefjord Lorentzen Sverre Lunde Pedersen | 3:50,08  |
|                |                                                                |              |                                                      |          |                                                                       |          |
| Celkové pořadí | Nizozemsko                                                     | 450 bodů     | USA                                                  | 280 bodů | Norsko                                                                | 270 bodů |

## Ženy

### 500 m
| Místo            | 1. místo              | Čas        | 2. místo              | Čas      | 3. místo              | Čas      | Příp. další česká účast       | Čas       |
| ---------------- | --------------------- | ---------- | --------------------- | -------- | --------------------- | -------- | ----------------------------- | --------- |
| Calgary 1        | I Sang-hwa            | 36,91      | Jenny Wolfová         | 37,14    | Wang Pej-sing         | 37,40    | 18. Karolína Erbanová         | 38,39     |
| Calgary 2        | I Sang-hwa            | 36,74 (WR) | Jenny Wolfová         | 37,18    | Wang Pej-sing         | 37,30    | 20. Karolína Erbanová         | 38,45     |
| Salt Lake City 1 | I Sang-hwa            | 36,57 (WR) | Wang Pej-sing         | 36,85    | Heather Richardsonová | 36,97    | 5. (div. B) Karolína Erbanová | 38,09 (4) |
| Salt Lake City 2 | I Sang-hwa            | 36,36 (WR) | Heather Richardsonová | 36,90    | Olga Fatkulinová      | 37,13    | 2. (div. B) Karolína Erbanová | 38,12     |
| Astana 1         | I Sang-hwa            | 37,27      | Jenny Wolfová         | 37,70    | Nao Kodairaová        | 37,72    | 13. Karolína Erbanová         | 38,30     |
| Astana 2         | I Sang-hwa            | 37,32      | Jenny Wolfová         | 37,66    | Olga Fatkulinová      | 37,81    | 17. Karolína Erbanová         | 38,68     |
| Berlín 1         | I Sang-hwa            | 37,36      | Olga Fatkulinová      | 37,71    | Wang Pej-sing         | 37,79    | 17. Karolína Erbanová         | 38,73     |
| Berlín 2         | Olga Fatkulinová      | 37,92      | Wang Pej-sing         | 37,96    | Heather Richardsonová | 38,00    | 14. Karolína Erbanová         | 38,90     |
| Inzell 1         | Heather Richardsonová | 37,85      | Judith Hesseová       | 37,86    | Olga Fatkulinová      | 37,89    | 10. Karolína Erbanová         | 38,27     |
| Inzell 2         | Heather Richardsonová | 37,70      | Olga Fatkulinová      | 37,84    | Jenny Wolfová         | 37,89    | 9. Karolína Erbanová          | 38,30 (3) |
| Heerenveen 1     | Olga Fatkulinová      | 37,67      | Heather Richardsonová | 37,79    | Nao Kodairaová        | 37,95    | 9. Karolína Erbanová          | 38,53     |
| Heerenveen 2     | Olga Fatkulinová      | 37,86      | Jenny Wolfová         | 38,00    | Heather Richardsonová | 38,04    | 9. Karolína Erbanová          | 38,35 (9) |
|                  |                       |            |                       |          |                       |          |                               |           |
| Celkové pořadí   | Olga Fatkulinová      | 960 bodů   | Heather Richardsonová | 915 bodů | Jenny Wolfová         | 803 bodů | 14. Karolína Erbanová         | 218 bodů  |

### 1000 m
| Místo          | 1. místo              | Čas          | 2. místo              | Čas      | 3. místo          | Čas      | Příp. další česká účast | Čas      |
| -------------- | --------------------- | ------------ | --------------------- | -------- | ----------------- | -------- | ----------------------- | -------- |
| Calgary        | Heather Richardsonová | 1:13,23      | Lotte van Beeková     | 1:13,36  | Brittany Boweová  | 1:13,70  | 14. Karolína Erbanová   | 1:15,07  |
| Salt Lake City | Brittany Boweová      | 1:12,58 (WR) | Heather Richardsonová | 1:12,61  | Ireen Wüstová     | 1:13,33  | 13. Karolína Erbanová   | 1:14,66  |
| Astana         | Heather Richardsonová | 1:14,22      | Brittany Boweová      | 1:14,78  | Olga Fatkulinová  | 1:15,18  | 7. Karolína Erbanová    | 1:16,28  |
| Berlín         | Heather Richardsonová | 1:14,51      | Brittany Boweová      | 1:15,42  | Olga Fatkulinová  | 1:15,49  | 12. Karolína Erbanová   | 1:16,55  |
| Inzell         | Heather Richardsonová | 1:14,87      | Brittany Boweová      | 1:15,26  | Olga Fatkulinová  | 1:15,34  | 5. Karolína Erbanová    | 1:15,52  |
| Heerenveen     | Ireen Wüstová         | 1:14,63      | Margot Boerová        | 1:14,92  | Lotte van Beeková | 1:15,09  | 7. Karolína Erbanová    | 1:15,89  |
|                |                       |              |                       |          |                   |          |                         |          |
| Celkové pořadí | Heather Richardsonová | 555 bodů     | Brittany Boweová      | 500 bodů | Olga Fatkulinová  | 352 bodů | 7. Karolína Erbanová    | 185 bodů |

### 1500 m
| Místo          | 1. místo          | Čas      | 2. místo                      | Čas      | 3. místo              | Čas      | Příp. další česká účast                                                            | Čas                     |
| -------------- | ----------------- | -------- | ----------------------------- | -------- | --------------------- | -------- | ---------------------------------------------------------------------------------- | ----------------------- |
| Calgary        | Lotte van Beeková | 1:52,95  | Ireen Wüstová                 | 1:53,30  | Martina Sáblíková     | 1:54,44  | 6. (div. B) Karolína Erbanová 30. (div. B) Nikola Zdráhalová                       | 1:56,78 (4) 2:03,22     |
| Salt Lake City | Ireen Wüstová     | 1:52,08  | Brittany Boweová              | 1:52,45  | Heather Richardsonová | 1:52,55  | 20. Martina Sáblíková 4. (div. B) Karolína Erbanová 30. (div. B) Nikola Zdráhalová | 2:51,62 1:55,35 2:02,38 |
| Astana         | Brittany Boweová  | 1:57,28  | Julija Skokovová              | 1:57,70  | Brittany Schusslerová | 1:57,78  | 8. Karolína Erbanová 20. (div. B) Nikola Zdráhalová                                | 1:58,73 2:07,46         |
| Berlín         | Ireen Wüstová     | 1:55,33  | Katarzyna Bachledová-Curuśová | 1:55,93  | Lotte van Beeková     | 1:55,93  | 12. Karolína Erbanová 25. (div. B) Nikola Zdráhalová                               | 1:58,53 (4) 2:09,51     |
| Inzell         | Ireen Wüstová     | 1:54,03  | Lotte van Beeková             | 1:54,70  | Brittany Boweová      | 1:55,06  | 6. Martina Sáblíková 15. Karolína Erbanová                                         | 1:56,69 1:58,08         |
| Heerenveen     | Ireen Wüstová     | 1:53,68  | Lotte van Beeková             | 1:54,47  | Julija Skokovová      | 1:56,14  | —                                                                                  | —                       |
|                |                   |          |                               |          |                       |          |                                                                                    |                         |
| Celkové pořadí | Ireen Wüstová     | 530 bodů | Lotte van Beeková             | 430 bodů | Brittany Boweová      | 389 bodů | 16. Martina Sáblíková 19. Karolína Erbanová 51. Nikola Zdráhalová                  | 120 bodů 88 bodů 0 bodů |

### 3000 m/5000 m
| Místo          | Disciplína     | 1. místo                  | Čas      | 2. místo             | Čas      | 3. místo              | Čas      | Příp. další česká účast        | Čas     |
| -------------- | -------------- | ------------------------- | -------- | -------------------- | -------- | --------------------- | -------- | ------------------------------ | ------- |
| Calgary        | 3000 m         | Claudia Pechsteinová      | 3:59,04  | Martina Sáblíková    | 3:59,39  | Ireen Wüstová         | 3:59,68  | 35. (div. B) Nikola Zdráhalová | 4:20,20 |
| Salt Lake City | 3000 m         | Martina Sáblíková         | 3:57,79  | Claudia Pechsteinová | 3:57,80  | Antoinette de Jongová | 3:59,49  | 34. (div. B) Nikola Zdráhalová | 4:20,03 |
| Astana         | 5000 m         | Martina Sáblíková         | 6:59,88  | Claudia Pechsteinová | 7:01,10  | Yvonne Nautová        | 7:04,64  | —                              | —       |
| Berlín         | 3000 m         | Martina Sáblíková         | 4:02,25  | Claudia Pechsteinová | 4:02,96  | Ireen Wüstová         | 4:03,50  | 32. (div. B) Nikola Zdráhalová | 4:33,06 |
| Inzell         | 3000 m         | Ireen Wüstová             | 4:01,52  | Martina Sáblíková    | 4:04,00  | Yvonne Nautová        | 4:04,44  | —                              | —       |
| Heerenveen     | 3000 m         | Annouk van der Weijdenová | 4:02,22  | Yvonne Nautová       | 4:03,65  | Olga Grafová          | 4:03,79  | 4. Martina Sáblíková           | 4:03,88 |
|                |                |                           |          |                      |          |                       |          |                                |         |
| Celkové pořadí | Celkové pořadí | Martina Sáblíková         | 550 bodů | Claudia Pechsteinová | 416 bodů | Yvonne Nautová        | 326 bodů | 48. Nikola Zdráhalová          | 0 bodů  |

### Závod s hromadným startem
| Místo          | 1. místo                 | Sprint. body (čas) | 2. místo          | Sprint. body (čas) | 3. místo          | Sprint. body (čas) |
| -------------- | ------------------------ | ------------------ | ----------------- | ------------------ | ----------------- | ------------------ |
| Inzell         | Claudia Pechsteinová     | 34 b. (8:25,56)    | Janneke Ensingová | 26 b. (8:25,62)    | Irene Schoutenová | 13 b. (8:30,66)    |
| Heerenveen     | Francesca Lollobrigidová | 35 b. (8:36,52)    | Irene Schoutenová | 16 b. (8:36,80)    | Ivanie Blondinová | 12 b. (8:37,45)    |
|                |                          |                    |                   |                    |                   |                    |
| Celkové pořadí | Francesca Lollobrigidová | 200 bodů           | Irene Schoutenová | 190 bodů           | Janneke Ensingová | 155 bodů           |

### Stíhací závod družstev
| Místo          | 1. místo                                                          | Čas      | 2. místo                                                                  | Čas      | 3. místo                                                                   | Čas      | Příp. další česká účast                                         | Čas     |
| -------------- | ----------------------------------------------------------------- | -------- | ------------------------------------------------------------------------- | -------- | -------------------------------------------------------------------------- | -------- | --------------------------------------------------------------- | ------- |
| Calgary        | Nizozemsko Ireen Wüstová Lotte van Beeková Linda de Vriesová      | 2:57,82  | Japonsko Nana Takagiová Maki Tabataová Ajaka Kikučiová                    | 2:58,53  | Polsko Katarzyna Bachledová-Curuśová Luiza Złotkowská Katarzyna Woźniaková | 2:59,42  | 12. Česko Karolína Erbanová Martina Sáblíková Nikola Zdráhalová | 3:05,79 |
| Salt Lake City | Nizozemsko Ireen Wüstová Linda de Vriesová Antoinette de Jongová  | 2:56,02  | Kanada Christine Nesbittová Brittany Schusslerová Kali Christová          | 2:56,90  | USA Heather Richardsonová Brittany Boweová Jilleanne Rookardová            | 2:57,09  | —                                                               | —       |
| Berlín         | Nizozemsko Ireen Wüstová Jorien ter Morsová Marrit Leenstraová    | 2:58,19  | Polsko Katarzyna Bachledová-Curuśová Luiza Złotkowská Natalia Czerwonková | 3:01,18  | Jižní Korea No Son-jong Kim Po-rum Jang Sin-jong                           | 3:02,04  | —                                                               | —       |
| Heerenveen     | Nizozemsko Lotte van Beeková Marrit Leenstraová Linda de Vriesová | 2:59,65  | Polsko Katarzyna Bachledová-Curuśová Natalia Czerwonková Luiza Złotkowská | 3:01,44  | Japonsko Ajaka Kikučiová Maki Tabataová Nana Takagiová                     | 3:04,38  | —                                                               | —       |
|                |                                                                   |          |                                                                           |          |                                                                            |          |                                                                 |         |
| Celkové pořadí | Nizozemsko                                                        | 450 bodů | Polsko                                                                    | 315 bodů | Japonsko                                                                   | 285 bodů | 12. Česko                                                       | 18 bodů |

## Grand World Cup
| Pořadí | Jméno           | Body  |
| ------ | --------------- | ----- |
| 1.     | Shani Davis     | 95,5  |
| 2.     | Koen Verweij    | 67,5  |
| 3.     | Jorrit Bergsma  | 50    |
| 4.     | Michel Mulder   | 49,25 |
| 5.     | Denis Juskov    | 43    |
| 6.     | Denny Morrison  | 40    |
| 7.     | Brian Hansen    | 39    |
| 8.     | Bart Swings     | 38    |
| 9.     | Bob de Vries    | 37    |
| 10.    | Zbigniew Bródka | 35,5  |

| Pořadí | Jméno                 | Body   |
| ------ | --------------------- | ------ |
| 1.     | Heather Richardsonová | 108,25 |
| 2.     | Ireen Wüstová         | 99     |
| 3.     | Brittany Boweová      | 82,5   |
| 4.     | Olga Fatkulinová      | 75,5   |
| 5.     | Lotte van Beeková     | 67,5   |
| 6.     | Martina Sáblíková     | 62     |
| 7.     | I Sang-hwa            | 46     |
| 8.     | Claudia Pechsteinová  | 44     |
| 9.     | Jenny Wolfová         | 38,5   |
| 10.    | Julija Skokovová      | 35,5   |
|        |                       |        |
| 31.    | Karolína Erbanová     | 5      |